# Klass A 1969/70
Die Saison 1969/70 war die 24. Spielzeit der Klass A als höchste sowjetische Eishockeyspielklasse. Den sowjetischen Meistertitel sicherte sich zum insgesamt 15. Mal ZSKA Moskau, während Dynamo Kiew, Lokomotive Moskau und Awtomobilist Swerdlowsk in die zweite Liga abstiegen.

## Modus
Die zwölf Mannschaften der Klass A spielten in einer gemeinsamen Hauptrunde vier Mal gegen jeden Gegner, wodurch die Gesamtzahl der Spiele pro Mannschaft 44 betrug. Die punktbeste Mannschaft wurde Meister, während der Neunte in die Relegation gegen den Zweitligameister musste und die drei Letztplatzierten direkt in die zweite Liga abstiegen. Für einen Sieg erhielt jede Mannschaft zwei Punkte, bei einem Unentschieden gab es einen Punkt und bei einer Niederlage null Punkte.

## Hauptrunde
|     | Klub                    | Sp | S  | U | N  | T   | GT  | Punkte |
| --- | ----------------------- | -- | -- | - | -- | --- | --- | ------ |
| 1.  | ZSKA Moskau             | 44 | 39 | 1 | 4  | 321 | 121 | 79     |
| 2.  | Spartak Moskau          | 44 | 33 | 3 | 8  | 263 | 159 | 69     |
| 3.  | Chimik Woskressensk     | 44 | 30 | 6 | 8  | 215 | 119 | 66     |
| 4.  | SKA Leningrad           | 44 | 22 | 7 | 15 | 184 | 139 | 51     |
| 5.  | Dynamo Moskau           | 44 | 22 | 5 | 17 | 194 | 146 | 49     |
| 6.  | Torpedo Gorki           | 44 | 22 | 1 | 21 | 187 | 168 | 45     |
| 7.  | Traktor Tscheljabinsk   | 44 | 17 | 2 | 25 | 168 | 230 | 36     |
| 8.  | Krylja Sowetow Moskau   | 44 | 14 | 7 | 23 | 126 | 182 | 35     |
| 9.  | Sibir Nowosibirsk       | 44 | 16 | 3 | 25 | 160 | 239 | 35     |
| 10. | Lokomotive Moskau       | 44 | 12 | 5 | 27 | 117 | 199 | 29     |
| 11. | Awtomobilist Swerdlowsk | 44 | 9  | 2 | 33 | 169 | 255 | 20     |
| 12. | Dynamo Kiew             | 44 | 5  | 4 | 35 | 125 | 272 | 14     |

Sp = Spiele, S = Siege, U = unentschieden, N = Niederlagen, OTS = Overtime-Siege, OTN = Overtime-Niederlage, SOS = Penalty-Siege, SON = Penalty-Niederlage

## Relegation
- Torpedo Minsk – Sibir Nowosibirsk 4:8, 4:5

Der Neunte der Klass A, Sibir Nowosibirsk, setzte sich mit zwei Siegen in zwei Spielen souverän gegen den Zweitligameister Torpedo Minsk durch und sicherte sich somit den Klassenerhalt.

## Beste Torschützen
| Spieler                  | Mannschaft          | Tore |
| ------------------------ | ------------------- | ---- |
| Wladimir Petrow          | ZSKA Moskau         | 51   |
| Boris Michailow          | ZSKA Moskau         | 40   |
| Alexander Martynjuk      | Spartak Moskau      | 36   |
| Wjatscheslaw Starschinow | Spartak Moskau      | 34   |
| Alexander Syrzow         | Chimik Woskressensk | 33   |
| Anatoli Firsow           | ZSKA Moskau         | 33   |
| Waleri Charlamow         | ZSKA Moskau         | 33   |
| Alexander Jakuschew      | Spartak Moskau      | 33   |
| Alexander Malzew         | Dynamo Moskau       | 32   |
| Wiktor Schutschok        | Chimik Woskressensk | 30   |

## Sowjetischer Meister
| Meister ZSKA Moskau | Torhüter: Nikolai Tolstikow, Wladislaw Tretjak Verteidiger: Wladimir Breschnew, Alexander Gussew, Wiktor Kuskin, Wladimir Luttschenko, Alexander Ragulin, Igor Romischewski, Gennadi Zygankow Angreifer: Juri Blinow, Waleri Charlamow, Anatoli Firsow, Anatoli Ionow, Boris Michailow, Jewgeni Mischakow, Juri Moissejew, Wladimir Petrow, Wiktor Polupanow, Wladimir Wikulow Cheftrainer: Anatoli Tarassow |